# Мирослав Дворжак
Мирослав Дворжак (чеськ. Miroslav Dvořák; 11 вересня 1951, Глибока-над-Влтавою, Чеські Будейовиці, Чехословаччина — 12 червня 2008, Чеські Будейовиці, Чехія) — чехословацький хокеїст, захисник.
Чемпіон світу 1976, 1977. Член зали слави чеського хокею (2010).

## Клубна кар'єра
У чемпіонаті Чехословаччини грав за «Мотор» із Чеських Будейовиць (1971-72, 1974–1982, 1988–1989) та їглавську «Дуклу» (1972–1974), у складі якої в 1974 році здобув золоту нагороду національного чемпіонату.
У Національній хокейній лізі грав за «Філадельфія Флаєрс» (1982–1985). За три сезони в регулярному чемпіонаті провів 193 матчі, набрав 85 очок (11+74) та отримав 51 хвилину штрафу. На стадії плей-офф — 18 матчів, 2 очки (0+2), 6 хвилин штрафу.
Три сезони провів у другій німецькій бундеслізі. Грав за «Кассель» (1985–1987) та «Ессен» (1987–1988). Останній сезон провів на батьківщині, у складі «Мотора».

## Виступи у збірній
У складі національної збірної був учасником двох Олімпіад (1976, 1980). В Інсбруку здобув срібну нагороду.
Брав участь у дев'яти чемпіонатах світу та Європи (1974–1979, 1981–1983). Чемпіон світу 1976, 1977; другий призер 1974, 1975, 1978, 1979, 1982, 1983; третій призер 1981. На чемпіонатах Європи — дві золоті (1976, 1977), п'ять срібних (1974, 1975, 1978, 1979, 1983) та дві бронзові нагороди (1981, 1982).
На Кубках Канади 1976, 1981 провів 13 матчів. Фіналіст першого розіграшу та півфіналіст 1981 року.
На чемпіонатах світу та Олімпійських іграх провів 86 матчів (3 закинуті шайби), а всього у складі збірної Чехословаччини — 231 матч (14 голів).

## Нагороди та досягнення
| Нагороди                 | Команда          | Кіл. | Роки                               |
| ------------------------ | ---------------- | ---- | ---------------------------------- |
| Олімпійські ігри         |                  |      |                                    |
| Срібло                   | Чехословаччина   | 1    | 1976                               |
| Чемпіонат світу          |                  |      |                                    |
| Золото                   | Чехословаччина   | 2    | 1976, 1977                         |
| Срібло                   | Чехословаччина   | 6    | 1974, 1975, 1978, 1979, 1982, 1983 |
| Бронза                   | Чехословаччина   | 1    | 1981                               |
| Кубок Канади             |                  |      |                                    |
| Фіналіст                 | Чехословаччина   | 1    | 1976                               |
| Півфінал                 | Чехословаччина   | 1    | 1981                               |
| Чемпіонат Європи         |                  |      |                                    |
| Золото                   | Чехословаччина   | 2    | 1976, 1977                         |
| Срібло                   | Чехословаччина   | 5    | 1974, 1975, 1978, 1979, 1983       |
| Бронза                   | Чехословаччина   | 2    | 1981, 1982                         |
| Чемпіонат Чехословаччини |                  |      |                                    |
| Золото                   | «Дукла» (Їглава) | 1    | 1974                               |